# Västafrikansk siska
Västafrikansk siska (Crithagra canicapilla) är en fågel i familjen finkar inom ordningen tättingar. Den förekommer som namnet avslöjar i Västafrika, i öppna skogs- och jordbruksmarker. Tidigare behandlades den som underart till vitbrynad siska, men urskiljs vanligen som egen art. Beståndet anses vara livskraftigt.

## Utseende och läta
Västafrikansk siska är en medelstor brun fink. Ansiktet är tydligt tecknat med mörk hjässa, vitt ögonbrynsstreck och en mörkbrun bred fläck genom ögat. Undersidan saknar streckning, dock kan viss brun fläckning förekomma. Arten är lik höglandssiskan, men överlapppar knappt i utbredning och västafrikansk siska utmärks genom den ostreckade undersidan. Den är även något lik vitgumpsiskan, men denna har just vit övergump, svagare ansiktsteckning och just streckad undersida. Sången är vacker, en melodisk stigande och fallande serie visslingar och drillar, ibland med härmningar från andra fågelarter.
Arten är mest lik vitbrynad siska och behandlades tidigare som underart till denna (se systematik nedan). Den skiljer sig dock från genom rent tecknad haka utan fläckar, mindre tydligt vitt på strupe, mindre näbb och kortare stjärt. Jämfört med vitbrynade siskans underart benguelensis har den streckat, ej nästan enfärgat brunt huvud, samt ljusare brun ovan- och undersida. Från övriga bestånd av vitbrynad siska skiljer den sig genom brunare, mindre svartaktiga huvudteckningar samt enfärgad, ej svagt streckad rygg.

## Utbredning och systematik
Västafrikansk siska förekommer som namnet avslöjar i Västafrika, från Guinea till Kamerun, men även österut in i västra Kenya. Den delas in i tre underarter med följande utbredning:
- Crithagra canicapilla canicapilla – Guinea, Sierra Leone och södra Mali till norra Kamerun
- Crithagra canicapilla elgonensis – södra Tchad till södra Sudan, västra Kenya och norra Demokratiska republiken Kongo
- Crithagra canicapilla montanorum – östra Nigeria till centrala Kamerun

Tidigare behandlades den som underart till vitbrynad siska (C. gularis), men urskiljs som egen art baserat på tydliga utseendemässiga skillnader. Individer av underarten elgonensis svarar heller inte på uppspelade läten från vitbrynade siskans nominatform.

### Släktestillhörighet
Tidigare placerades arten i släktet Serinus, men DNA-studier visar att den liksom ett stort antal afrikanska arter endast är avlägset släkt med t.ex. gulhämpling (S. serinus).

## Levnadssätt
Västafrikansk siska hittas i skogslandskap, buskmarker och jordbruksbygd. Den ses ofta i par eller små flockar.

## Status
Arten har ett stort utbredningsområde och beståndet anses stabilt. Internationella naturvårdsunionen IUCN listar den därför som livskraftig (LC).